# Agnès de Poitiers (1052-1089)
Pour les articles homonymes, voir Agnès de Poitiers.
Agnès de Poitiers ou Agnès d'Aquitaine, morte après le 18 juin 1089, est une princesse franque issue de la maison de Poitiers-Aquitaine du XIe siècle. Elle devient lors de son second mariage marquise en Italie, par usage elle est dite comtesse de Savoie, et probablement reine d'Aragon, à l'issue du premier.

## Biographie
Agnès est la fille de Guillaume VII, comte de Poitiers et duc d'Aquitaine (1039-1058),. Elle porte le prénom de sa grand-mère, Agnès de Bourgogne, épouse du comte Guillaume V d'Aquitaine. La date de 1052 est donnée pour année de naissance. Elle est probablement née avant cette année.
Elle aurait été mariée par contrat, en 1054, à Ramire Ier d'Aragon. Ce dernier meurt en 1064,.
Elle est mariée en secondes noces, en 1064, à Pierre Ier (1048-1078), marquis en Italie, (le titre de comte de Savoie n'est pas encore utilisé à cette période).
De ce second mariage, elle a une (selon l'historien Previté-Orton) ou deux filles (selon l'historien de Vajay).
Agnès (mentionnée pour la première fois en 1089) porte le prénom de sa mère, mais aussi de sa grand-tante, l'Impératrice. Elle est mariée, en 1080, à Frédéric de Montbéliard, comte de Lutzelbourg,.
Le prénom de la seconde fille diffère. Sur le site Sabaudia.org, l'historien André Palluel-Guillard retient Alix, donnée par Samuel Guichenon, qui épouse Boniface del Vasto, margrave ou marquis de Savone,. Leur fille, Sibylle, aurait épousé en 1129, Guilhem VI de la maison de Montpellier. Pour l'historien anglais Charles William Previté-Orton (1877-1947), cette seconde enfant serait « invention de généalogistes », permettant de légitimer des droits en Italie.
L'historien Szabolcs de Vajay, spécialiste des Royaumes hispaniques, donne quant à lui comme prénom Berthe, qui épouse selon lui Pierre Ier d'Aragon,.
La date exacte de sa mort n'est pas connue. Elle est mentionnée dans une charte du 18 juin 1089, selon Domenico Carutti (it) dans le Regesta comitum Sabaudiæ (1889). Pour l'historien Previté-Orton, une Agnès, pouvant être celle-ci, est mentionnée comme vivante en août 1091. Le corps de cette Agnès est inhumé dans l'abbatiale de Ferrania (it) (aujourd'hui située dans la ville de Cairo Montenotte), sur les terres du marquis Boniface del Vasto,.